# La Chapelle-Saint-Étienne
La Chapelle-Saint-Étienne is een plaats en voormalige gemeente in het Franse departement Deux-Sèvres in de regio Nouvelle-Aquitaine en telt 332 inwoners (2004). De plaats maakt deel uit van het arrondissement Bressuire.

## Geschiedenis
La Chapelle-Saint-Étienne is op 1 januari 2019 gefuseerd met de gemeenten Le Breuil-Bernard, Moncoutant, Moutiers-sous-Chantemerle, Pugny en Saint-Jouin-de-Milly tot een nieuwe gemeente, geheten Moncoutant-sur-Sèvre. 

## Geografie
De oppervlakte van La Chapelle-Saint-Étienne bedraagt 18,9 km², de bevolkingsdichtheid is 17,6 inwoners per km².
De onderstaande kaart toont de ligging van La Chapelle-Saint-Étienne met de belangrijkste infrastructuur en aangrenzende gemeenten.

## Demografie
Onderstaande figuur toont het verloop van het inwonertal.
Le Breuil-Bernard · La Chapelle-Saint-Étienne · Moncoutant · Moutiers-sous-Chantemerle · Pugny · Saint-Jouin-de-Milly